# Sankt Margarethen an der Sierning
Sankt Margarethen an der Sierning è un comune austriaco di 1 050 abitanti nel distretto di Sankt Pölten-Land, in Bassa Austria.